# Rhescyntis martii
Rhescyntis martii är en fjärilsart som beskrevs av Perty 1834. Rhescyntis martii ingår i släktet Rhescyntis och familjen påfågelsspinnare. Inga underarter finns listade.